# فهرست ماموریت‌ها به ماه
در طول چند دهه اخیر ماموریتهای اکتشافی بسیاری به مقصد ماه صورت گرفته است. اگر چه بسیاری از اولین ماموریت‌های اکتشافی به ماه توسط آمریکا و روسیه بوده، در سالهای اخیر بسیاری از کشورهای دیگر از‌جمله ژاپن، چین، هند و اتحادیه اروپا کاوشگرهایی را به ماه ارسال کرده‌اند.
اولین فضاپیمای ساخت بشر به نام لونا ۲ تاریخ ۱۳ سپتامبر ۱۹۵۹ به ماه رسید که متعلق به اتحاد جماهیر شوروی بود، پس از ان در ۱۹۶۶ لونا 9 اولین فضاپیمایی شد که بر روی ماه فرود نرم داشت. با‌این‌حال آمریکا تنها کشوریست که طی چندین مامورت مختلف در سالهای ۱۹۶۹ تا ۱۹۷۲ کاوشگرهای حامل انسان به ماه فرستاده است. این ماموریت‌ها با نام کلی آپولو شناخته می‌شوند.
اولین فرود موفقیت آمیز بشر به ماه طی مأموریت آپولو ۱۱ در ژوئیه ۱۹۶۹ صورت گرفت، طی این مأموریت نیل آرمسترانگ و باز آلدرین اولین انسان‌هایی شدند که بر ماه قدم گذاشتند. این مأموریت در زمان جنگ سرد اتفاق افتاد و شبهات زیادی در رسانه‌ها از جانب رقبا مخصوصاً شوروی به آن وارد شد. با‌این‌حال پس از آن چندین مأموریت مختلف دیگر با موفقیت صورت پذیرفت و فضانوردان دیگری بر کره ماه فرود آمدند. این ماموریت‌ها شامل ماموریت‌های آپولو ۱۲ (۱۴ نوامبر ۱۹۶۹)، آپولو ۱۴ (۳۱ ژانویه ۱۹۷۱)، آپولو ۱۵ (۲۶ ژوئیه ۱۹۷۱)، آپولو ۱۶ (۱۶آپریل ۱۹۷۲) و آپولو ۱۷ (۷ دسامبر ۱۹۷۲) است.
مأموریت آپولو ۱۳ به‌دلیل انفجار تانک اکسیژن دچار مشکل شد و نتوانست بر روی ماه فرود بیاید. این ماموریت‌ها دستاوردهای فراوانی برای دانشمندان داشت. با‌این‌حال از دید برخی مردم آمریکا بیهوده و جاه‌طلبانه به نظر می‌رسید و به‌دلیل تحمیل هزینه‌های مالی سنگین بر دولت با مخالفت‌های فعالان اجتماعی مواجه بود. به همین دلیل ناسا پس از انجام ۶ مأموریت موفقیت‌آمیز حامل انسان، تصمیم به ادامه تحقیقات توسط کاوشگرهای حامل ربات گرفت.
- اسمارت-۱ (ای‌اس‌اِی، ۲۰۰۳–۲۰۰۶) – موفقیت‌آمیز – مدارگرد
- اکسپلورر ۳۵ (ایالات متحده، ۱۹۶۷–۷۳) – موفقیت‌آمیز – مدارگرد
- پایونیر ۰ (ایالات متحده، ۱۹۵۸) – ناموفق – مدارگرد
- پایونیر ۱ (ایالات متحده، ۱۹۵۸) – ناموفق – مدارگرد
- پایونیر ۲ (ایالات متحده، ۱۹۵۸) – ناموفق – مدارگرد
- پایونیر ۳ (ایالات متحده، ۱۹۵۸) – ناموفق – کنارگذر
- پایونیر ۴ (ایالات متحده، ۱۹۵۹) – نیمه‌موفقیت‌آمیز – کنارگذر
- جوینده ماه (ایالات متحده، ۱۹۹۸–۹۹) – موفقیت‌آمیز – مدارگرد
- چاندریان-۱ (هند، ۲۰۰۸–۰۹) - نیمه‌ناموفق - مدارگرد
- چانگئه ۱ (چین، ۲۰۰۷–۰۹) – موفقیت‌آمیز – مدارگرد
- رنجر ۳ (ایالات متحده، ۱۹۶۲) – ناموفق – برخوردگر
- رنجر ۴ (ایالات متحده، ۱۹۶۲) – نیمه‌ناموفق – برخوردگر (برخورد کرد ولی عکسی نگرفت)
- رنجر ۵ (ایالات متحده، ۱۹۶۲) – نیمه‌ناموفق – برخوردگر (تبدیل به کنارگذر شد)
- رنجر ۶ (ایالات متحده، ۱۹۶۴) – ناموفق – برخوردگر
- رنجر ۷ (ایالات متحده، ۱۹۶۴) – موفقیت‌آمیز – برخوردگر
- رنجر ۸ (ایالات متحده، ۱۹۶۴) – موفقیت‌آمیز – برخوردگر
- رنجر ۹ (ایالات متحده، ۱۹۶۴) – موفقیت‌آمیز – برخوردگر
- زوند ۳ (اتحاد شوروی، ۱۹۶۵) – موفقیت‌آمیز – کنارگذر
- زوند ۵ (اتحاد شوروی، ۱۹۶۸) – موفقیت‌آمیز – کنارگذر
- زوند ۶ (اتحاد شوروی، ۱۹۶۸) – موفقیت‌آمیز – کنارگذر
- زوند ۷ (اتحاد شوروی، ۱۹۶۹) – موفقیت‌آمیز – کنارگذر
- زوند ۸ (اتحاد شوروی، ۱۹۷۰) – موفقیت‌آمیز – کنارگذر
- سرویر ۱ (ایالات متحده، ۱۹۶۶) – موفقیت‌آمیز – فرودگر
- سرویر ۲ (ایالات متحده، ۱۹۶۶) – سرنگون شد – فرودگر
- سرویر ۳ (ایالات متحده، ۱۹۶۷) – موفقیت‌آمیز – فرودگر
- سرویر ۴ (ایالات متحده، ۱۹۶۷) – سرنگون شد – فرودگر
- سرویر ۵ (ایالات متحده، ۱۹۶۷) – موفقیت‌آمیز – فرودگر
- سرویر ۶ (ایالات متحده، ۱۹۶۷) – موفقیت‌آمیز – فرودگر
- سرویر ۷ (ایالات متحده، ۱۹۶۸) – موفقیت‌آمیز – فرودگر
- سلین (ژاپن، ۲۰۰۷-۲۰۰۹) – موفقیت‌آمیز – مدارگرد
- گالیلئو (ایالات متحده، ۱۹۸۹–۲۰۰۳) – موفقیت‌آمیز – کنارگذر
- لونا ۱ (اتحاد شوروی، ۱۹۵۹) – موفقیت‌آمیز – کنارگذر
- لونا ۱۰ (اتحاد شوروی، ۱۹۶۶) – موفقیت‌آمیز – مدارگرد
- لونا ۱۱ (اتحاد شوروی، ۱۹۶۶) – موفقیت‌آمیز – مدارگرد
- لونا ۱۲ (اتحاد شوروی، ۱۹۶۶–۶۷) – موفقیت‌آمیز – مدارگرد
- لونا ۱۳ (اتحاد شوروی، ۱۹۶۶) – موفقیت‌آمیز – فرودگر
- لونا ۱۴ (اتحاد شوروی، ۱۹۶۸) – موفقیت‌آمیز – مدارگرد
- لونا ۱۶ (اتحاد شوروی، ۱۹۷۰) – موفقیت‌آمیز – نمونه‌گیری
- لونا ۱۷ (اتحاد شوروی، ۱۹۷۰) – موفقیت‌آمیز – فرودگر
- لونا ۱۹ (اتحاد شوروی، ۱۹۷۱–۷۲) – موفقیت‌آمیز – مدارگرد
- لونا ۲ (اتحاد شوروی، ۱۹۵۹) – موفقیت‌آمیز – برخوردگر
- لونا ۲۰ (اتحاد شوروی، ۱۹۷۲) – موفقیت‌آمیز – فرودگر
- لونا ۲۱ (اتحاد شوروی، ۱۹۷۳) – موفقیت‌آمیز – فرودگر
- لونا ۲۲ (اتحاد شوروی، ۱۹۷۴–۷۵) – موفقیت‌آمیز – مدارگرد
- لونا ۲۴ (اتحاد شوروی، ۱۹۷۶) – موفقیت‌آمیز – فرودگر
- لونا ۳ (اتحاد شوروی، ۱۹۵۹) – موفقیت‌آمیز – کنارگذر
- لونا ۴ (اتحاد شوروی، ۱۹۶۳) – نیمه‌ناموفق – فرودگر (تبدیل به کاوشگر شد)
- لونا ۹ (اتحاد شوروی، ۱۹۶۶) – موفقیت‌آمیز – فرودگر
- کلمنتاین (ایالات متحده، ۱۹۹۴) – موفقیت‌آمیز – مدارگرد
- ماه مدارگرد ۱ (ایالات متحده، ۱۹۶۶) – موفقیت‌آمیز – مدارگرد
- ماه مدارگرد ۲ (ایالات متحده، ۱۹۶۶–۶۷) – موفقیت‌آمیز – مدارگرد
- ماه مدارگرد ۳ (ایالات متحده، ۱۹۶۷) – موفقیت‌آمیز – مدارگرد
- ماه مدارگرد ۴ (ایالات متحده، ۱۹۶۷) – موفقیت‌آمیز – مدارگرد
- ماه مدارگرد ۵ (ایالات متحده، ۱۹۶۷–۶۸) – موفقیت‌آمیز – مدارگرد
- هیتن (ژاپن، ۱۹۹۰–۹۳) – موفقیت‌آمیز – مدارگرد
- برنامه پیشگام روباتیک ماه (ایالات متحده، ۲۰۰۹-)
  - کاوشگر برخوردگر ماه (هند، ۲۰۰۸) - موفقیت‌آمیز - برخوردگر
  - لونوخود ۱ (اتحاد شوروی، ۱۹۷۰–۷۱) – موفقیت‌آمیز – سیاره‌نورد
  - لونوخود ۲ (اتحاد شوروی، ۱۹۷۳) – موفقیت‌آمیز – سیاره‌نورد
  - هاگورومو (ژاپن، ۱۹۹۰) – ناموفق – مدارگرد
  - ال‌کراس (ایالات متحده، ۲۰۰۹) - موفقیت‌آمیز - برخوردگر
  - اوئونا (ژاپن، ۲۰۰۷-۰۹) – موفقیت‌آمیز – مدارگرد
  - اوکینا (ژاپن، ۲۰۰۷-۰۹) – موفقیت‌آمیز – مدارگرد
  - مدارگرد شناسایی ماه (ال.ار.اُ) (ایالات متحده، ۲۰۰۹-) - موفقیت‌آمیز - مدارگرد